# Flavio Marazzi
Pour les articles homonymes, voir Marazzi.
Flavio Marazzi, né le 7 février 1978 à Berne, est un sportif suisse pratiquant la voile. Il est notamment deuxième aux Championnats du monde en 2004 et en 2010, champion d'Europe en 2007 et diplômé olympique aux Jeux olympiques d'été de 2004 et de 2008 en Star avec Enrico De Maria.

## Palmarès
- Jeux olympiques en Star
  - Jeux olympiques d'été de 2000 : 15e avec son frère Renato
  - Jeux olympiques d'été de 2004 : 4e
  - Jeux olympiques d'été de 2008 : 5e
  - Jeux olympiques d'été de 2012 : 13e[1]
- Championnats du monde en Star
  - 2004 : 2e
  - 2006 : 7e
  - 2008 : 4e
  - 2009 : 8e
  - 2010 : 2e
  - 2011 : 16e[2],[3]
- Championnats d'Europe
  - 2007 : 1er[4]